# 페가트론
페가트론 코퍼레이션(영어: Pegatron Corporation, 중국어: 和碩聯合科技股份有限公司)은 중화민국의 전자기기 주문자 상표 부착 생산 기업이다. 에이수스의 자회사이다.

## 같이 보기
- 대만의 기업 목록